# Extremt högt och otroligt nära (film)
Extremt högt och otroligt nära (originaltitel: Extremely Loud & Incredibly Close) är en amerikansk dramafilm från 2011 i regi av Stephen Daldry med Thomas Horn i huvudrollen. Filmen bygger på Jonathan Safran Foers roman med samma namn. Filmen fick två Oscarsnomineringar: bästa film och Max von Sydow för bästa manliga biroll, inför Oscarsgalan 2012.

## Handling
Oskar Schell är en nioårig pojke vars pappa, Thomas, dog i World Trade Center-attacken som ägde rum den 11 september 2001 i New York. Ett år senare hittar Oskar en mystisk nyckel i en vas i sin pappas garderob. Oskar blir genast övertygad om att hans pappa avsiktligt lämnat nyckeln där för honom att hitta den, så han bestämmer sig för att till varje pris hitta låset som nyckeln passar i. Sökandet för honom kors och tvärs genom hela New York och längs vägen träffar han många intressanta människor.  

## Om filmen
Regissören Stephen Daldry ville bli färdig med filmen till hösten 2011, så att den kunde släppas lagom till dagen då det gått 10 år sedan World Trade Center-attacken, men det gick inte. Men det blev dock den andra WTC-relaterade filmen i ordningen att nomineras för en Oscar (den första var United 93 från 2006). 
Skådespelerskan Sandra Bullock (som gestaltar Oskars mamma i filmen) befann sig faktiskt i New York tillsammans med sin familj och bevittnade hur det andra planet kolliderade med World Trade Center år 2001.
Med den här filmen blev Max von Sydow den näst äldsta personen någonsin att nomineras för en Oscar i kategorin Bästa manliga biroll. Då Oscarsgalan hölls år 2012 var von Sydow 82 år och 289 dagar gammal. (Den äldsta personen någonsin att nomineras i samma kategori är Hal Holbrook, som var 50 dagar äldre då han blev Oscarsnominerad för Into the Wild.)

## Rollista
- Thomas Horn – Oskar Schell
- Tom Hanks – Thomas Schell
- Sandra Bullock – Linda Schell
- Max von Sydow[9] – ”hyresgästen”
- Viola Davis – Abby Black
- John Goodman – Stan, dörrvakt
- Jeffrey Wright – William Black
- Hazelle Goodman – Hazelle Black
- Zoe Caldwell – Oskars farmor